# Quando verrà Natale
Quando verrà Natale è il terzo album di Antonello Venditti (il terzo a proprio nome), pubblicato nel settembre del 1974 dall'etichetta discografica RCA Italiana

## Descrizione
Tutti i testi e le musiche sono di Antonello Venditti, che ha anche curato gli arrangiamenti; come il precedente, il disco è prodotto dalla Delta Italiana, casa di produzione di proprietà di Paolo Dossena.
Dopo la parentesi de Le cose della vita, in cui suonava tutti gli strumenti (tastiere varie, senza altra ritmica), Venditti torna ad essere affiancato in studio da altri musicisti, che in questo caso sono i componenti del gruppo The Cyan più altri colleghi, come il chitarrista torinese Luca Balbo o il violinista Carlo Siliotto e il polistrumentista Pablo Romero.
In tre canzoni, Piazzale degli Eroi, Ora che sono pioggia e Figli del domani Venditti si accompagna da solo con il pianoforte (e questi tre brani sono quelli che si ricollegano in misura maggiore al disco precedente).
Il disco è stato registrato negli studi della RCA Italiana di Roma; il tecnico del suono è Gian Paolo Venditti (che non è imparentato con il cantautore); la prima edizione presenta una copertina in bianco e nero con sovracopertina con lo stesso disegno a colori, e nel retro della parte in bianco e nero sono riportate tutte le informazioni relative al disco.
L'album si apre con A Cristo, canzone alla quale è legato un episodio increscioso: il 15 gennaio 1974, dopo aver eseguito al Teatro dei Satiri di Roma questa canzone (nel corso di uno spettacolo insieme a Francesco De Gregori e Riccardo Cocciante), viene denunciato per vilipendio della religione: infatti un maresciallo dei carabinieri presente in teatro ravvisa il reato nel verso "Ammàzzate Gesù  Cri', quanto sei fico...."; la difesa imposterà l'arringa sul fatto che in romanesco l'aggettivo "fico" è un complimento, e certamente non un'offesa.
Come ha raccontato Venditti stesso in varie occasioni  (ad esempio nel corso del concerto al Palaeur di Roma nel 1997), quando uscì al termine del processo che si era  concluso con la sua condanna, si recò in Piazza Campo de' Fiori e, sotto la statua di Giordano Bruno (messo al rogo proprio in quella piazza) cominciò a scrivere una nuova canzone – appunto Campo de' Fiori –, in cui l'urlo della parola libertà si spiega compiutamente solo pensando all'esperienza appena subita: una canzone questa che, anche grazie ad una musica coinvolgente e ben arrangiata, con una lunga introduzione al charango suonato da Pablo Romero, si colloca tra i vertici della produzione di Venditti (nello stesso periodo sarà incisa anche dalla Schola Cantorum, il gruppo vocale di Edoardo De Angelis).

Tornando al processo, alla fine Venditti risulterà condannato a sei mesi con la condizionale, sia in Appello che in Cassazione.
Quando verrà Natale è un album che riscuote un buon successo, grazie anche (oltre ai brani citati) a pezzi come Marta (uscita anche in 45 giri, con Campo de' fiori sul retro), che inaugura la serie di ritratti di adolescenti femminili presenti in molte future canzoni del cantautore, o come la title track, canzone di speranza che ripete ad libitum la frase "Quando verrà Natale tutto il mondo cambierà", e che verrà richiamata dall'autore dieci anni dopo, in Mai nessun video mai (nel verso conclusivo "Adesso viene Natale").
In Piazzale degli Eroi è citata un'altra piazza romana, non lontana da San Pietro e a ridosso del quartiere Prati, zona storicamente di destra; in questa canzone, a differenza di Campo de' Fiori si descrive un ambiente di ricca borghesia che fa dire al cantautore "troppi pochi soldi in tasca per poter spiare voi" ed ancora "troppe scritte nere, nere sui muri" (il nero è riferito al colore politico).
Un'altra canzone di questo disco, Ora che sono pioggia, viene incisa da Patty Pravo. Di Venditti, la cantante aveva già interpretato Le tue mani su di me, ma il nuovo pezzo vedrà la luce solo nel 1991, sul CD Inediti 1972-78 (pubblicato dalla Raro! Records).
La canzone A Cristo fu riproposta dal cantautore dal vivo nell'album Bologna 2 settembre 1974 (dal vivo) (inciso insieme a Lucio Dalla, Francesco De Gregori e Maria Monti), mentre Marta e Campo de' Fiori nel disco live del 1985 Centocittà.
Da notare che nella versione live il testo di A Cristo ha alcune modifiche (ad esempio so' impegnato su in Irlanda diventa so' impegnato un po' più a destra)

## Tracce
Testi e musiche di Antonello Venditti
Lato A
1. A Cristo – 6:21
2. Marta – 5:11
3. Piazzale degli Eroi – 3:53
4. Ora che sono pioggia – 3:47

Lato B
1. Campo de' Fiori – 6:01
2. Figli del domani – 6:25
3. Quando verrà Natale – 5:33

## Formazione
- Antonello Venditti – voce, pianoforte
- Luca Balbo – chitarra
- Carlo Siliotto – chitarra e violino
- Pablo Romero – chitarra, quena e charango
- Olimpio Petrossi – chitarra e basso

e con The Cyan:
- Franco Di Stefano – batteria e percussioni
- Alberto Visentin – tastiere
- George Sims – chitarra
- Roger Smith- Basso

## Classifiche

### Classifiche settimanali
| Classifica (1974) | Posizione massima |
| ----------------- | ----------------- |
| Italia            | 13                |

### Classifiche di fine anno
| Classifica (1974) | Posizione |
| ----------------- | --------- |
| Italia            | 55        |